# Ernesto Bertarelli
Ernesto Bertarelli (Roma, 22 settembre 1965) è un imprenditore italiano naturalizzato svizzero.
Secondo Forbes il suo patrimonio personale è nel 2025 di 11,5 miliardi di dollari, cosa che lo rende l'uomo più ricco con passaporto svizzero ed è al numero 169 della classifica degli uomini più ricchi del mondo.Secondo l'edizione 2017 del Sunday Times Rich List la ricchezza della famiglia è stimata in 11,5 miliardi di sterline.
Secondo Bloomberg Billionaires Index, Bertarelli e la sua famiglia hanno un patrimonio netto stimato di 17,4 miliardi di dollari, al 20 ottobre 2022.
È stato amministratore delegato della società svizzera Serono. Ad oggi è presidente di Bertarelli Biotech S.A., Kedge Capital Partners Ltd., Alinghi Holdings Ltd. e del Team Alinghi S.A. Co-presidente della Fondazione Bertarelli, è stato dal 2002 al 2009 nel consiglio d'amministrazione del colosso bancario svizzero UBS. Membro della Harvard Medical School Board, ha ricevuto la nomina di Cavaliere di gran croce dal presidente della Repubblica italiana Carlo Azeglio Ciampi nel 2003 e la Légion d'honneur dal presidente della Repubblica francese Jacques Chirac.

## Biografia

### Serono
Figlio di Maria Iris e Fabio Bertarelli, uno dei primi sostenitori dell'ingegneria genetica, è fratello di Donata, Fabio e Maria Bertarelli. Si trasferisce in Svizzera dove suo padre sta per spostare a Ginevra la sede della Serono, l'azienda creata a Roma nel 1906 dal medico e scienziato Cesare Serono e diventata di proprietà del braccio destro del fondatore, Pietro Bertarelli, entrato in azienda come contabile nel 1935. La Serono diventa a tutti gli effetti una società svizzera. Nel 1965 a Pietro succede il figlio Fabio con l'azienda, specializzata in farmaci per la fertilità femminile, che raggiunge una notorietà mondiale quando nel 1978 uno di questi farmaci, il Pergonal, ha un ruolo nel concepimento di Louise Browne, la prima figlia in provetta al mondo, nata in Inghilterra.
Nel 1985 Ernesto inizia in Serono ma continua anche gli studi: consegue il titolo di Bachelor of Science alla Babson College di Boston nel 1989 e il MBA all'Harvard Business School nel 1993. Nello stesso anno viene indicato come erede della Serono, di cui diviene nel 1996, a 31 anni, CEO (carica che ricoprirà sino al 2006), a causa anche dell'aggravarsi della salute del padre Fabio. Nei dieci anni di gestione di Ernesto, la società si quota a Wall Street (nel 2000), apre filiali e stabilimenti in America e in Asia, si indirizza nel settore delle biotecnologie diventando terza al mondo dopo le statunitensi Amgen e Genentech grazie agli investimenti nella ricerca sul DNA ricombinante. In più, scontrandosi direttamente con il colosso Biogen, commercializza negli U.S.A. il farmaco Rebif facendo eseguire test comparativi con il medicinale del rivale (Avonex), tutti e due prodotti capaci di combattere la sclerosi a placche. Dai test, il prodotto della ditta di Bertarelli risulta più efficace e la Food and Drug Administration americana revoca la licenza di esclusività alla Biogen. Grazie a questa mossa, Serono consolida il suo ruolo di protagonista nel settore dei farmaci. In dieci anni i ricavi passano dagli 809 milioni del 1996 ai 2,8 miliardi del 2006.

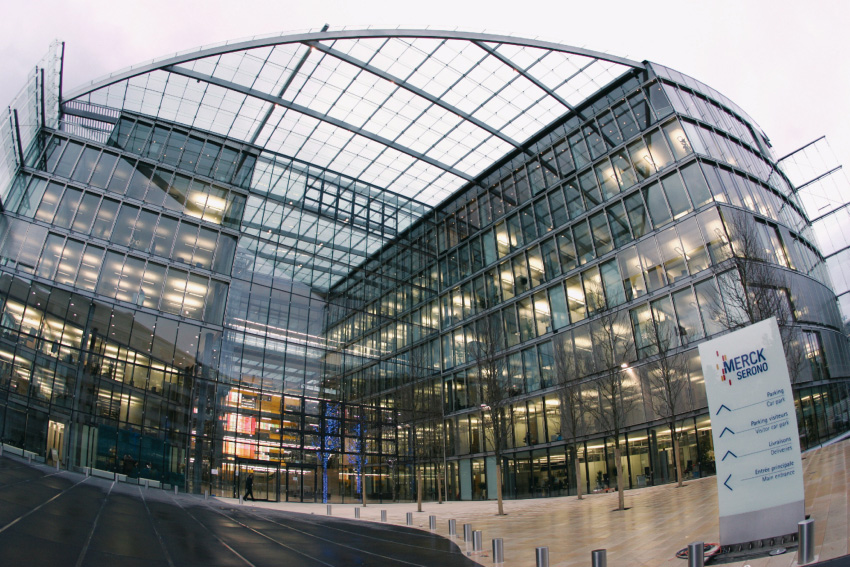
L'ex quartiere generale della Merck Serono a Ginevra, oggi sede del Campus Biotech

Nel 2006 la Serono viene ceduta alla tedesca Merck KGaA per 10,6 miliardi di euro, chiudendo l'oltre cinquantenaria era Bertarelli nella società. È stato lo stesso Ernesto ad annunciare nel novembre 2005 di voler vendere l'azienda di famiglia, poco dopo che la Serono, accusata dal Dipartimento di Giustizia Usa del reato di frode in merito alla vendita del farmaco Serostim, utilizzato per combattere la perdita di peso nei malati di Aids, si era dichiarata colpevole pagando una multa di 704 milioni di dollari.

### Campus Biotech
La società tedesca aggiunge il nome Serono al marchio Merck e mantiene la sede e i laboratori di ricerca a Ginevra fino a quando, nel 2012, decide di chiudere tutte le attività svizzere e di trasferirle a Darmstadt. Allora nel maggio 2013 Ernesto Bertarelli ricompra, insieme ad un consorzio composto da Hansjorg Wiss, l'Ecole Polytechnique Fédérale de Lausanne (EPFL) e l'Università di Ginevra, la sede che era stata della Serono trasformandola in un campus, il Campus Biotech, per startup biotech e per la ricerca universitaria.

### Waypoint Capital Group
Nel 2008 Bertarelli crea l'Ares Life Sciences, un fondo di private equity da 500 milioni di euro in gestione che si concentra su cinque settori specifici: farmaceutica, biotecnologie, diagnostica, tecnologia medica e servizi sanitari. Acquista la società ungherese Euromedic specializzata nella diagnostica medica e nella dialisi, la svizzera Santhera Farmaceuticals, l'americana Broncus Technologies e l'italiana Esaote, uno dei principali produttori mondiali di sistemi diagnostici medicali che sarà poi ceduta all'inizio del 2018 ad un consorzio cinese guidato dall'uomo più ricco della Cina, Jack Ma, fondatore di Alibaba. Nel 2015 Ares Life Sciences rileva il 49% (per poi arrivare al 73%) di Stallergenes, società francese con sede a Parigi, specializzata nel mercato delle allergie.
Nel 2010 fonda una società di asset management, la Northill Capital, dove opera nel settore finanziario. Dà vita anche ad un hedge fund, Kedge Capital, amplia la presenza nell'immobiliare investendo 500 milioni di sterline in una società londinese dedicata ad operazioni immobiliari, la Crosstree Real Estate Partners, entra anche nell'healthcare con Gurnet Point Capital, un fondo con sede a Boston che investe nel settore sanitario. Tutte queste società operano sotto una holding, la Waypoint Capital Group, sede a Ginevra e uffici a Londra, Boston e Lussemburgo. Bertarelli, che condivide il patrimonio con la moglie Kirsty, è inoltre proprietario a Gstaad di un albergo nella stazione di sci, possiede un centro sportivo a Ginevra, in Guinea partecipa ad una miniera di diamanti ed in Argentina ha interessi nel ramo agricolo. È proprietario anche dello yacht Vava II che con i suoi 96 metri e i suoi 6 ponti si piazza al 33º posto fra gli yacht più grandi del mondo e al primo posto degli yacht più grandi del Regno Unito. Il mega-yacht, completo di pista per elicottero e di piscina, vale 100 milioni di sterline.
Nell'aprile 2020 rileva una quota di voto del 3,4% della casa automobilistica inglese Aston Martin.

### La passione per la vela e il team Alinghi

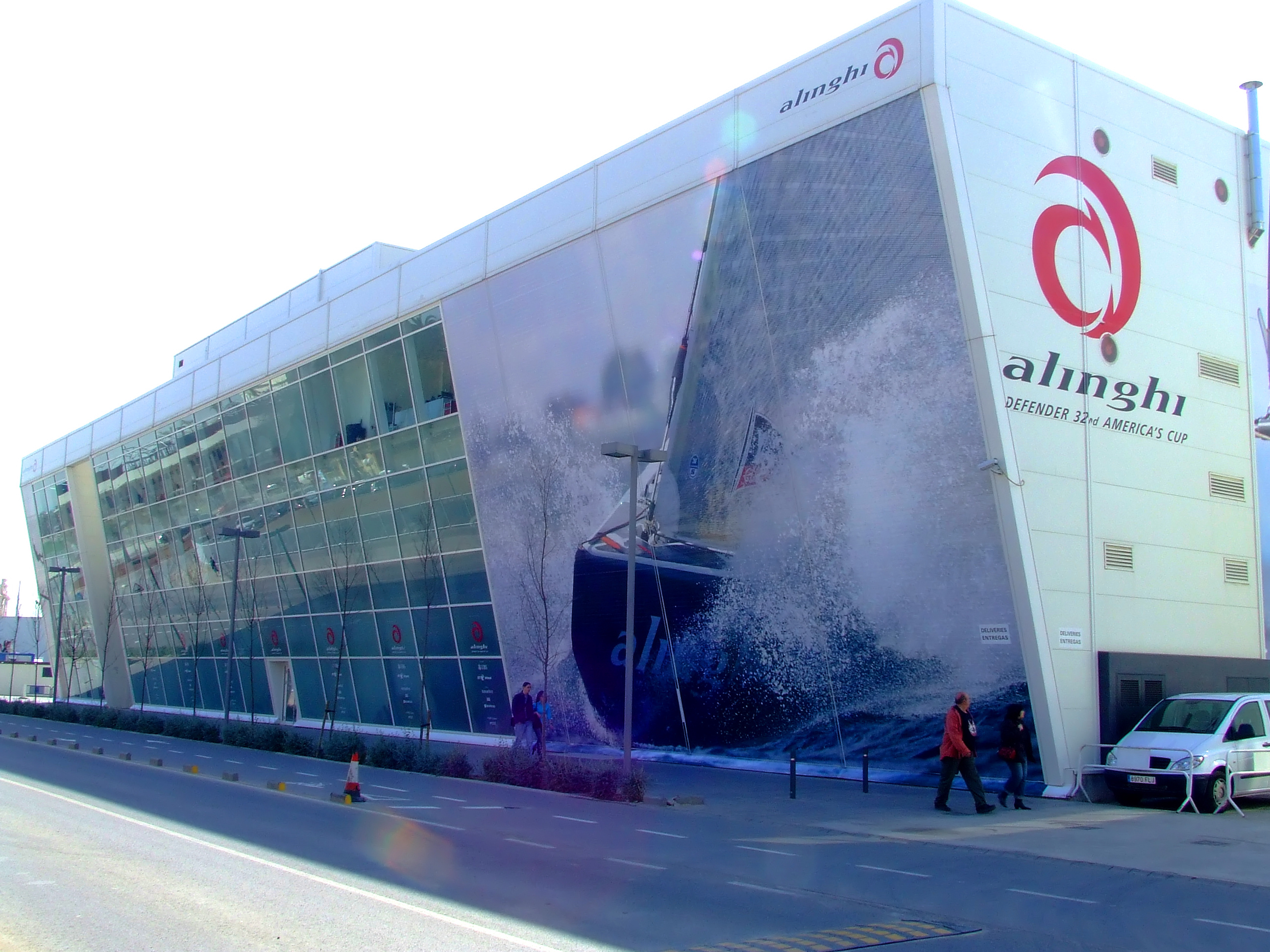
Base di Alinghi a Valencia (vista frontale)

Ernesto Bertarelli è forse più noto al grande pubblico per la sua passione per la vela. Il suo rapporto viscerale con questo sport è dovuto alla sua giovinezza vissuta all'Argentario. Il nome Alinghi di tutte le sue barche è lo stesso che veniva dato alle barche della sua famiglia, che veleggiavano nei campi di regata intorno a Porto Santo Stefano e Porto Ercole.
Ha vinto molte competizioni, fra l'altro la Sardinia Cup (1998), cinque Bol d'Or (1997 e poi dal 2000 al 2003), il Mondiale Farr 40 e 12 MJ (2001), e la Swedish Match Cup (2001), oltre ad un terzo posto nella Fastnet (1999). Poco prima della 30ª America's Cup ha l'idea di portare il prestigioso trofeo in Europa, nella sua Svizzera. Si dirige quindi ad Auckland dove si stanno svolgendo le finali fra Luna Rossa ed il detentore del trofeo Team New Zealand. Con mandato della Société nautique de Genève contatta il timoniere di Team New Zealand, Russell Coutts ed il tattico Brad Butterworth. Il budget speso fra ingaggi e costi di armamento si aggira sui 60 milioni di Euro, benché gli organi di stampa sostengano essere in realtà pari al doppio. Nel 2003 alla 31ª America's Cup, la barca di Ernesto Bertarelli, Alinghi, di cui è anche navigatore, vince agevolmente il trofeo contro l'imbarcazione neozelandese: è la prima volta di un Paese europeo oltretutto senza sbocchi sul mare. La coppa viene difesa con successo dalla barca ACC della Société nautique de Genève nell'edizione successiva contro il challenger Emirates Team New Zealand, in un remake della scontro di quattro anni prima. Alla 32ª America's Cup di Valencia, l'ex-CEO di Serono ha ricoperto ancora una volta l'incarico di navigatore.
Nel 2010, dopo una dura battaglia legale, partecipa alla 33ª America's Cup affrontando lo sfidante BMW Oracle dell'armatore Larry Ellison, timonando direttamente la propria imbarcazione Alinghi, un catamarano. Da questo confronto uscirà sconfitto con un punteggio di 2 - 0

## Vita privata

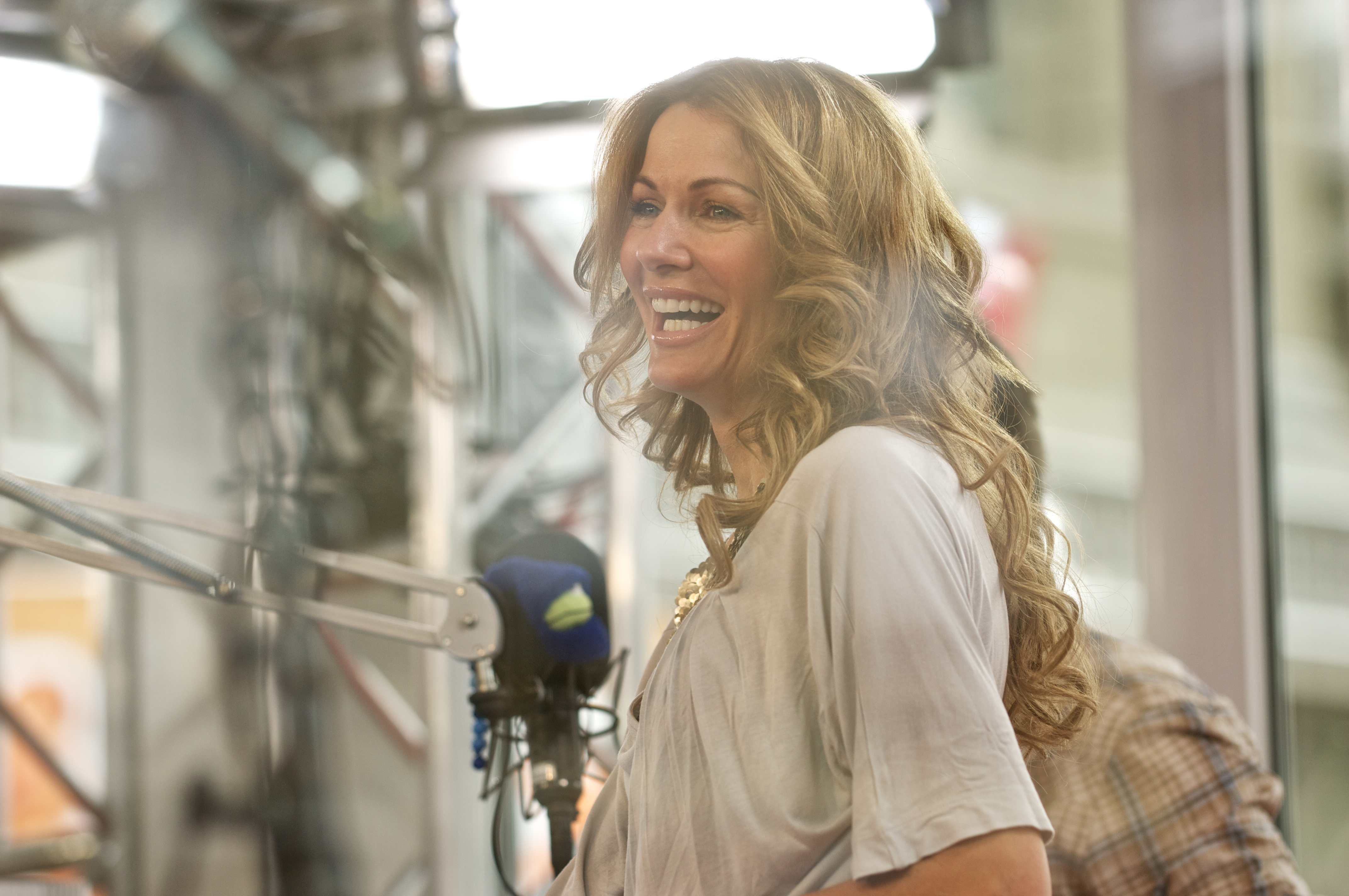
Kirsty Roper Bertarelli nel dicembre 2010

È stato sposato con Kirsty Roper, britannica, Miss Great Britain nel 1988 e seconda a Miss Mondo, cantautrice, ereditiera della Churchill China, raffinata casa di ceramiche fondata nel 1795 a Stoke-on-Trent, nello Staffordshire, considerata dal Sunday Times la donna più ricca del Regno Unito. La coppia viveva a Gstaad ma spesso anche nella casa sulla riva del Lago di Ginevra. Ernesto e Kirsty si sono separati nell’estate del 2021. Tre i figli dal matrimonio: Chiara, Falco, Alceo.

## La Fondazione Bertarelli
Bertarelli e la sua famiglia hanno fondato nel 1999 una fondazione per promuovere la ricerca e lo sviluppo nel campo della infertilità maschile e femminile, delle tecnologie di riproduzione assistita, andrologia, genetica e endocrinologia. Col passare degli anni gli interessi della fondazione sono stati ampliati.
Tra le iniziative: la sponsorizzazione del Centro di ricerca per la neuroprostetica presso l'Ecole Polytechnique Fédérale de Lausanne (EPFL); la partnership con il governo britannico per creare la più grande riserva marina del mondo a Chagos, nell'Oceano Indiano; il programma di ricerca e istruzione nelle neuroscienze tra la Harvard Medical School e l'EPFL; la Henna Pre-School in Sudafrica.

## Onorificenze e riconoscimenti
- Nell'aprile 2017 è stato insignito a Berna del Gallatin Award da parte della Camera di commercio svizzero-statunitense.